# Камер, Надя
На́дя Инглин Ка́мер (нем. Nadja Jnglin-Kamer; род. 23 июля 1986, Швиц) — швейцарская горнолыжница, участница Олимпийских игр, призёрка этапов Кубка мира. Специалистка скоростных дисциплин.
В Кубке мира Камер дебютировала в 2005 году на этапе в Санта Катерине в скоростном спуске, в январе 2010 года впервые попала в тройку лучших на этапе Кубка мира в Хаусе. Всего на сегодняшний момент имеет 5 попаданий в тройку лучших на этапах Кубка мира, все в скоростном спуске. Лучшим достижением Камер в общем зачёте Кубка мира является 17-е место в сезоне 2009/10.
На Олимпиаде 2010 года в Ванкувере стартовала в трёх дисциплинах: скоростной спуск — 19-е место, комбинация - не финишировала, супергигант — не финишировала.
За свою карьеру участвовала в трех чемпионатах мира, на чемпионате мира 2011 года стала 13-й в супергиганте и 14-й в скоростном спуске.
На чемпионате мира 2013 года стартовала в двух дисциплинах: скоростной спуск — 4-е место и в комбинаций — не стартовала во второй попытке
На чемпионате мира 2015 года стартовала в одной дисциплине: скоростной спуск — 7-е место
Использует лыжи производства фирмы Stoeckli